# Urosigalphus subtropicus
Urosigalphus subtropicus är en stekelart som beskrevs av Gibson 1972. Urosigalphus subtropicus ingår i släktet Urosigalphus och familjen bracksteklar. Inga underarter finns listade i Catalogue of Life.